# قره مراد باشا
قره مراد باشا (بالتركية: Kara Murad Paşa)‏ كان الصدر الأعظم للدولة العثمانية في الفترة ما بين 1653 حتى 11 مايو 1655. تولى منصب قبطان باشا البحرية العثمانية (أدميرال). تُوفي في 1655 بمدينة حماة. 

## أنظر أيضا
- قائمة قباطين البحر العثمانيين.